# Abbéville-la-Rivière
Pour les articles homonymes, voir Abbeville (homonymie) et Rivière (homonymie).
Abbéville-la-Rivière (prononcé [abevil la ʁiviɛʁ] ) est une commune française située à cinquante-neuf kilomètres au sud-ouest de Paris dans le département de l'Essonne en région Île-de-France.

## Géographie

### Situation

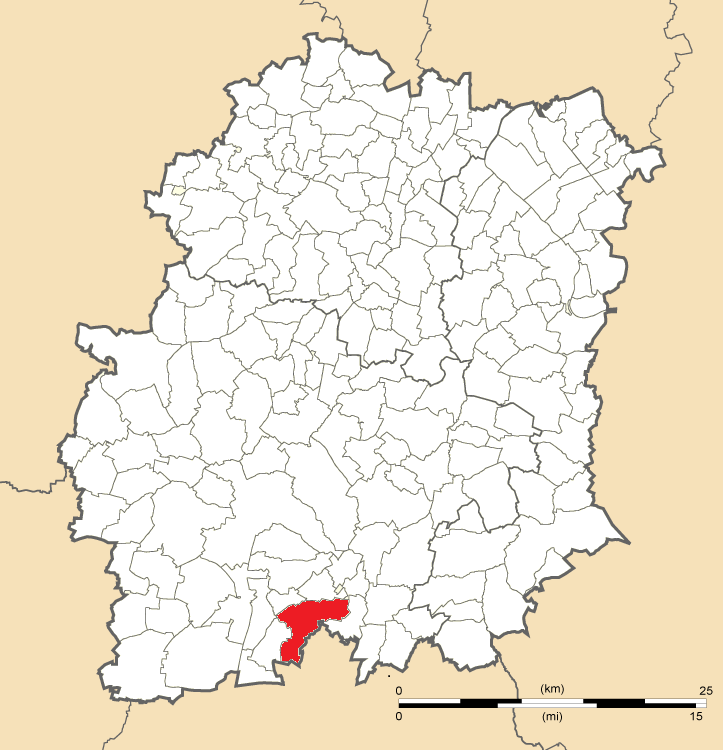
Position d’Abbéville-la-Rivière en Essonne.

Abbéville-la-Rivière est située à cinquante-neuf kilomètres au sud-ouest de Paris-Notre-Dame, point zéro des routes de France, à dix kilomètres au sud-ouest d'Étampes, vingt-et-un kilomètres au sud-ouest de La Ferté-Alais, vingt-trois kilomètres au sud-ouest de Milly-la-Forêt, vingt-trois kilomètres au sud-est de Dourdan, vingt-huit kilomètres au sud-ouest d'Arpajon, trente-quatre kilomètres au sud-ouest de Montlhéry, trente-sept kilomètres au sud-ouest de Corbeil-Essonnes, trente-huit kilomètres au sud-ouest d'Évry-Courcouronnes, quarante-et-un kilomètres au sud-ouest de Palaiseau.

### Hydrographie
La commune est arrosée par l'Éclimont, affluent de la Juine de 7,7 km, qui prend sa source l'est du village.

### Relief et géologie
Le point le plus bas de la commune est situé à soixante-dix sept mètres d'altitude et le point culminant à cent quarante-sept mètres.

### Climat
Abbéville-la-Rivière est située en Île-de-France, elle bénéficie d'un climat océanique dégradé aux hivers frais et aux étés doux, et est régulièrement arrosée sur l'année. En moyenne annuelle, la température s'établit à 10,8 °C, avec une maximale de 15,2 °C et une minimale à 6,4 °C. Les températures réelles relevées sont de 24,5 °C en juillet au maximum et 0,7 °C en janvier au minimum, mais les records enregistrés sont de 38,0 °C le 1er juillet 1952 et −18,2 °C le 17 janvier 1985. Du fait de la moindre densité urbaine de la banlieue par rapport à Paris, une différence négative constante de un à deux degrés Celsius se fait sentir. L'ensoleillement est comparable à la moyenne des régions du nord de la Loire avec 1 798 heures par an. Les précipitations sont réparties également sur l'année, avec un total de 598,3 millimètres de pluie et une moyenne approximative de cinquante millimètres par mois.
| Mois                              | jan. | fév. | mars | avril | mai  | juin | jui. | août | sep. | oct. | nov. | déc. | année |
| --------------------------------- | ---- | ---- | ---- | ----- | ---- | ---- | ---- | ---- | ---- | ---- | ---- | ---- | ----- |
| Température minimale moyenne (°C) | 0,7  | 1    | 2,8  | 4,8   | 8,3  | 11,1 | 13   | 12,8 | 10,4 | 7,2  | 3,5  | 1,7  | 6,4   |
| Température moyenne (°C)          | 3,4  | 4,3  | 7,1  | 9,7   | 13,4 | 16,4 | 18,8 | 18,5 | 15,6 | 11,5 | 6,7  | 4,3  | 10,8  |
| Température maximale moyenne (°C) | 6,1  | 7,6  | 11,4 | 14,6  | 18,6 | 21,8 | 24,5 | 24,2 | 20,8 | 15,8 | 9,9  | 6,8  | 15,2  |
| Ensoleillement (h)                | 59   | 89   | 134  | 176   | 203  | 221  | 240  | 228  | 183  | 133  | 79   | 53   | 1 798 |
| Précipitations (mm)               | 47,6 | 42,5 | 44,4 | 45,6  | 53,7 | 51   | 52,2 | 48,5 | 55,6 | 51,6 | 54,1 | 51,5 | 598,3 |

### Lieux-dits, écarts et quartiers
Hameau de Bois Champbault,
Hameau de Fontenette,
Ferme de Beauvoir,
Ferme de Cottainville,
Ferme de l'Hôpital,
Ferme Orme,
Quincampoix.

## Urbanisme

### Typologie
Au 1er janvier 2024, Abbéville-la-Rivière est catégorisée commune rurale à habitat dispersé, selon la nouvelle grille communale de densité à sept niveaux définie par l'Insee en 2022.
Elle est située hors unité urbaine. Par ailleurs la commune fait partie de l'aire d'attraction de Paris, dont elle est une commune de la couronne,. Cette aire regroupe 1 929 communes,.

### Occupation des sols
| Type d’occupation           | Pourcentage | Superficie (en hectares) |
| --------------------------- | ----------- | ------------------------ |
| Espace urbain construit     | 1,2 %       | 18,64                    |
| Espace urbain non construit | 1,1 %       | 16,01                    |
| Espace rural                | 97,7 %      | 1 464,24                 |
| Source : Iaurif             |             |                          |

### Voies de communication et transports
- La commune est desservie par :
  - la départementale 12 qui traverse la ville d'ouest en est ;
  - la ligne CEAT 10-18.20, qui relie Méréville à Étampes[20].

Abbéville-la-Rivière ne possède pas de gare. La plus proche est la gare de Saint-Martin-d'Étampes, terminus de l'une des branches de la ligne C du RER.

## Toponymie
En 1793, la commune fut créée sous le nom d’Abbeville sans accent aigu, apparu à partir de 1801 dans le bulletin des lois. Le déterminant complémentaire la-Rivière fut ajouté en 1901.

## Histoire
Une ancienne inscription sur pierre a été découverte vers 1922 sur le territoire de la commune et longtemps conservée au presbytère de Méréville, mais n'a pu être déchiffrée à ce jour : ROTATCIDSVLLIRYC.
Le 14 juillet 1912, lors des festivités, deux enfants du village furent fauchés par une moissonneuse du défilé local, et le curé qui essaya de les sauver eut les deux mains sectionnées. Il fut décoré l'année suivante de l'Ordre du Mérite agricole.

## Politique et administration

### Politique locale
La commune d'Abbéville-la-Rivière est rattachée au canton d'Étampes, représenté par les conseillers départementaux Marie-Claire Chambaret (DVD) et Guy Crosnier (UMP), à l'arrondissement d’Étampes et à la deuxième circonscription de l'Essonne représentée par le député Franck Marlin (UMP).
L'Insee lui attribue le code 91 1 17 001. La commune d'Abbéville-la-Rivière est enregistrée au répertoire des entreprises sous le code SIREN 219 100 013. Son activité est enregistrée sous le code APE 8411Z.

### Liste des maires
| Période | Période  | Identité   | Étiquette | Qualité |
| ------- | -------- | ---------- | --------- | ------- |
| 2020    | En cours | Éric Meyer |           |         |

### Tendances politiques et résultats
Élections présidentielles, résultats des deuxièmes tours :
- Élection présidentielle de 2002 : 77,85 % pour Jacques Chirac (RPR), 22,15 % pour Jean-Marie Le Pen (FN), 81,86 % de participation[31].
- Élection présidentielle de 2007 : 75,26 % pour Nicolas Sarkozy (UMP), 24,74 % pour Ségolène Royal (PS), 89,04 % de participation[32].
- Élection présidentielle de 2012 : 64,36 % pour Nicolas Sarkozy (UMP), 35,64 % pour François Hollande (PS), 86,96 % de participation[33].

Élections législatives, résultats des deuxièmes tours :
- Élections législatives de 2002 : 73,08 % pour Franck Marlin (UMP), 26,92 % pour Gérard Lefranc (PCF), 64,71 % de participation[34].
- Élections législatives de 2007 : 68,35 % pour Franck Marlin (UMP) élu au premier tour, 8,23 % pour Marie-Agnès Labarre (PS), 69,43 % de participation[35].
- Élections législatives de 2012 : 74,31 % pour Franck Marlin (UMP, 25,69 % pour Béatrice Pèrié (PS), 62,07 % de participation[36].

Élections européennes, résultats des deux meilleurs scores :
- Élections européennes de 2004 : 22,64 % pour Patrick Gaubert (UMP), 16,04 % pour Marielle de Sarnez (UDF), 55,22 % de participation[37].
- Élections européennes de 2009 : 32,11 % pour Michel Barnier (UMP), 22,94 % pour Daniel Cohn-Bendit (Les Verts), 46,50 % de participation[38].

Élections régionales, résultats des deux meilleurs scores :
- Élections régionales de 2004 : 60,43 % pour Jean-François Copé (UMP), 25,90 % pour Jean-Paul Huchon (PS), 72,14 % de participation[39].
- Élections régionales de 2010 : 56,60 % pour Valérie Pécresse (UMP), 43,40 % pour Jean-Paul Huchon (PS), 46,89 % de participation[40].

Élections cantonales, résultats des deuxièmes tours :
- Élections cantonales de 2004 : 70,50 % pour Franck Marlin (UMP), 29,50 % pour Patrice Chauveau (PCF), 72,14 % de participation[41].
- Élections cantonales de 2011 : 76,64 % pour Guy Crosnier (UMP), 23,36 % pour Jacques Met (FN), 50,86 % de participation[42].

Élections municipales, résultats des deuxièmes tours :
- Élections municipales de 2001 : données manquantes.
- Élections municipales de 2008 : 124 voix pour Véronique Daudier (?), 122 voix pour François Beaumont (?), 66,95 % de participation[43].

Référendums :
- Référendum de 2000 relatif au quinquennat présidentiel : 68,25 % pour le Oui, 31,75 % pour le Non, 34,50 % de participation[44].

#### Élections européennes de 2019
Lors des élections européennes de 2019, Abbéville-la-Rivière a un taux de participation supérieur à la moyenne (61,79 % contre 50,12 %). La liste du Rassemblement national arrive en tête avec 36,22 % des suffrages exprimés, contre 23,31 % au niveau national. La liste des Républicains obtient 17,32 % des voix, contre 8,48 % au niveau national. La République en Marche réalise un score de 9,45 % des voix, contre 22,41 % au niveau national. La liste de Debout la France obtient 7,09 % des voix, contre 3,51 % au niveau national. La liste du Parti Animaliste obtient 6,30 % des voix, contre 2,16 % au niveau national. La liste Urgence Écologie obtient 5,51 % des voix, contre 1,82 % au niveau national. Les autres listes obtiennent moins de 5 % des suffrages.
Le résultat de l'élection présidentielle de 2012 dans cette commune est le suivant :
| Candidat       | Candidat                    | Premier tour | Premier tour | Second tour | Second tour |
| Candidat       | Candidat                    | Voix         | %            | Voix        | %           |
| -------------- | --------------------------- | ------------ | ------------ | ----------- | ----------- |
|                | Eva Joly (EÉLV)             | 0            | 0,00         |             |             |
|                | Marine Le Pen (FN)          | 50           | 25,51        |             |             |
|                | Nicolas Sarkozy (UMP)       | 73           | 37,24        | 121         | 64,36       |
|                | Jean-Luc Mélenchon (FG)     | 21           | 10,71        |             |             |
|                | Philippe Poutou (NPA)       | 2            | 1,02         |             |             |
|                | Nathalie Arthaud (LO)       | 0            | 0,00         |             |             |
|                | Jacques Cheminade (SP)      | 0            | 0,00         |             |             |
|                | François Bayrou (MoDem)     | 12           | 6,12         |             |             |
|                | Nicolas Dupont-Aignan (DLR) | 5            | 2,55         |             |             |
|                | François Hollande (PS)      | 33           | 16,84        | 67          | 35,64       |
|                |                             |              |              |             |             |
| Inscrits       | Inscrits                    | 230          | 100,00       | 230         | 100,00      |
| Abstentions    | Abstentions                 | 31           | 13,48        | 30          | 13,04       |
| Votants        | Votants                     | 199          | 86,52        | 200         | 86,96       |
| Blancs et nuls | Blancs et nuls              | 3            | 1,51         | 12          | 6,00        |
| Exprimés       | Exprimés                    | 196          | 98,49        | 188         | 94,00       |

Le résultat de l'élection présidentielle de 2017 dans cette commune est le suivant :
| Candidat    | Candidat                    | Premier tour | Premier tour | Deuxième tour | Deuxième tour |  |
| Candidat    | Candidat                    | %            | Voix         | %             | Voix          |  |
| ----------- | --------------------------- | ------------ | ------------ | ------------- | ------------- |  |
|             | Nicolas Dupont-Aignan (DLF) | 9,39         | 17           |               |               |  |
|             | Marine Le Pen (FN)          | 29,83        | 54           | 55,24         | 79            |  |
|             | Emmanuel Macron (EM)        | 8,29         | 15           | 44,76         | 64            |  |
|             | Benoît Hamon (PS)           | 4,42         | 8            |               |               |  |
|             | Nathalie Arthaud (LO)       | 0,55         | 1            |               |               |  |
|             | Philippe Poutou (NPA)       | 1,10         | 2            |               |               |  |
|             | Jacques Cheminade (SP)      | 0,55         | 1            |               |               |  |
|             | Jean Lassalle (RES)         | 0,00         | 0            |               |               |  |
|             | Jean-Luc Mélenchon (LFI)    | 18,23        | 33           |               |               |  |
|             | François Asselineau (UPR)   | 0,55         | 1            |               |               |  |
|             | François Fillon (LR)        | 27,07        | 49           |               |               |  |
|             |                             |              |              |               |               |  |
| Inscrits    | Inscrits                    | 231          | 100,00       | 231           | 100,00        |  |
| Abstentions | Abstentions                 | 48           | 20,78        | 68            | 29,44         |  |
| Votants     | Votants                     | 183          | 79,22        | 163           | 70,56         |  |
| Blancs      | Blancs                      | 0            | 0,00         | 16            | 9,82          |  |
| Nuls        | Nuls                        | 2            | 1,09         | 4             | 2,45          |  |
| Exprimés    | Exprimés                    | 181          | 98,91        | 143           | 87,73         |  |

### Jumelages
La commune n'a développé aucune association de jumelage.

## Équipements et services publics

### Enseignement
Les établissements scolaires d'Abbéville-la-Rivière dépendent de l'académie de Versailles. La commune dispose sur son territoire d'une école élémentaire publique.

## Population et société

### Démographie
Les habitants sont appelés les Abbevillois.

#### Évolution démographique
L'évolution du nombre d'habitants est connue à travers les recensements de la population effectués dans la commune depuis 1793. Pour les communes de moins de 10 000 habitants, une enquête de recensement portant sur toute la population est réalisée tous les cinq ans, les populations de référence des années intermédiaires étant quant à elles estimées par interpolation ou extrapolation. Pour la commune, le premier recensement exhaustif entrant dans le cadre du nouveau dispositif a été réalisé en 2004.

En 2022, la commune comptait 331 habitants, en évolution de +10,33 % par rapport à 2016 (Essonne : +2,89 %, France hors Mayotte : +2,11 %).
| 1793 | 1800 | 1806 | 1821 | 1831 | 1836 | 1841 | 1846 | 1851 |
| ---- | ---- | ---- | ---- | ---- | ---- | ---- | ---- | ---- |
| 379  | 322  | 334  | 347  | 400  | 380  | 346  | 360  | 356  |

| 1856 | 1861 | 1866 | 1872 | 1876 | 1881 | 1886 | 1891 | 1896 |
| ---- | ---- | ---- | ---- | ---- | ---- | ---- | ---- | ---- |
| 367  | 349  | 326  | 294  | 257  | 265  | 272  | 284  | 244  |

| 1901 | 1906 | 1911 | 1921 | 1926 | 1931 | 1936 | 1946 | 1954 |
| ---- | ---- | ---- | ---- | ---- | ---- | ---- | ---- | ---- |
| 246  | 245  | 237  | 241  | 238  | 232  | 216  | 203  | 209  |

| 1962 | 1968 | 1975 | 1982 | 1990 | 1999 | 2004 | 2006 | 2009 |
| ---- | ---- | ---- | ---- | ---- | ---- | ---- | ---- | ---- |
| 185  | 190  | 190  | 213  | 233  | 262  | 282  | 292  | 282  |

| 2014 | 2019 | 2022 | - | - | - | - | - | - |
| ---- | ---- | ---- | - | - | - | - | - | - |
| 301  | 324  | 331  | - | - | - | - | - | - |

#### Pyramide des âges
En 2018, le taux de personnes d'un âge inférieur à 30 ans s'élève à 39,2 %, soit en dessous de la moyenne départementale (39,9 %). De même, le taux de personnes d'âge supérieur à 60 ans est de 19,7 % la même année, alors qu'il est de 20,1 % au niveau départemental.
En 2018, la commune comptait 162 hommes pour 152 femmes, soit un taux de 51,59 % d'hommes, largement supérieur au taux départemental (48,98 %).
Les pyramides des âges de la commune et du département s'établissent comme suit.
| Hommes | Classe d’âge | Femmes |
| ------ | ------------ | ------ |
| 0,0    | 90 ou +      | 0,0    |
| 6,6    | 75-89 ans    | 8,3    |
| 12,6   | 60-74 ans    | 12,1   |
| 23,4   | 45-59 ans    | 25,5   |
| 15,6   | 30-44 ans    | 17,8   |
| 20,4   | 15-29 ans    | 14,0   |
| 21,6   | 0-14 ans     | 22,3   |

| Hommes | Classe d’âge | Femmes |
| ------ | ------------ | ------ |
| 0,5    | 90 ou +      | 1,4    |
| 5,4    | 75-89 ans    | 7,2    |
| 12,9   | 60-74 ans    | 13,9   |
| 20     | 45-59 ans    | 19,4   |
| 19,9   | 30-44 ans    | 20,1   |
| 20     | 15-29 ans    | 18,2   |
| 21,3   | 0-14 ans     | 19,8   |

### Sports
Pour les randonneurs, la commune est traversée par le GR de Pays du Hurepoix, qui relie la vallée de la Bièvre, à celle de l'Essonne, via l'Yvette, l'Orge, et la Juine.

### Cultes

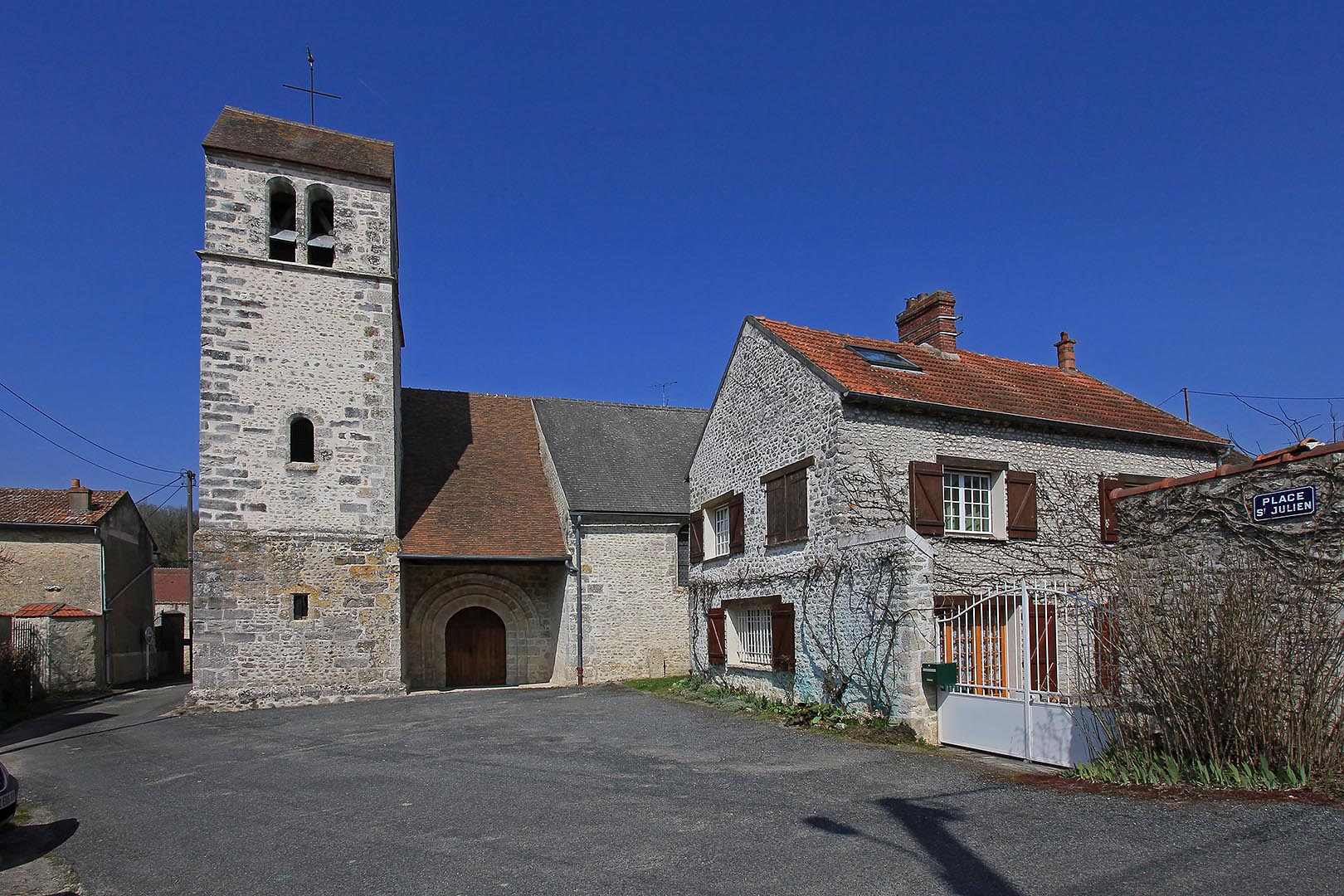
Église d'Abbéville-la-Rivière.

La paroisse catholique d'Abbéville-la-Rivière dépend du secteur pastoral de Saint-Michel-de-Beauce-Étampes et du diocèse d'Évry-Corbeil-Essonnes. Elle dispose sur son territoire de l'église Saint-Julien.

### Médias
L'hebdomadaire Le Républicain relate les informations locales. La commune est en outre dans le bassin d'émission des chaînes de télévision France 3 Paris Île-de-France Centre, IDF1 et Téléssonne intégré à Télif.

## Économie

### Emplois, revenus et niveau de vie
En 2010, le revenu fiscal médian par ménage était de 43 656 €, ce qui plaçait Abbéville-la-Rivière au 1 141e rang parmi les 31 525 communes de plus de 39 ménages en métropole.
| Répartition des emplois par catégories socioprofessionnelles en 2006. |              |                                           |                                                   |                            |                          |                           |
|                                                                       | Agriculteurs | Artisans, commerçants, chefs d’entreprise | Cadres et professions intellectuelles supérieures | Professions intermédiaires | Employés                 | Ouvriers                  |
| Abbéville-la-Rivière                                                  | -            | -                                         | -                                                 | -                          | -                        | -                         |
| Zone d’emploi d’Étampes                                               | 1,8 %        | 6,2 %                                     | 15,1 %                                            | 24,9 %                     | 27,2 %                   | 24,8 %                    |
| Moyenne nationale                                                     | 2,2 %        | 6,0 %                                     | 15,4 %                                            | 24,6 %                     | 28,7 %                   | 23,2 %                    |
| Répartition des emplois par secteurs d’activités en 2006.             |              |                                           |                                                   |                            |                          |                           |
|                                                                       | Agriculture  | Industrie                                 | Construction                                      | Commerce                   | Services aux entreprises | Services aux particuliers |
| Abbéville-la-Rivière                                                  | -            | -                                         | -                                                 | -                          | -                        | -                         |
| Zone d’emploi d’Étampes                                               | 2,9 %        | 16,1 %                                    | 6,7 %                                             | 14,8 %                     | 9,2 %                    | 5,8 %                     |
| Moyenne nationale                                                     | 3,5 %        | 15,2 %                                    | 6,4 %                                             | 13,3 %                     | 13,3 %                   | 7,6 %                     |
| Sources : Insee,                                                      |              |                                           |                                                   |                            |                          |                           |

## Culture locale et patrimoine

### Lieux et monuments
- Église Saint-Julien d'Abbéville-la-Rivière.

### Patrimoine environnemental
Les berges de l'Éclimont et quelques bosquets autour ont été recensés au titre des espaces naturels sensibles par le conseil général de l'Essonne.

### Héraldique
| Blason d'Abbéville-la-Rivière | Les armes d'Abbéville-la-Rivière se blasonnent : De gueules au chevron d'argent, accompagné en chef de deux étoiles d'or, et en pointe d'une coquille du même. |